# Ria Rehberg
Ria Rehberg (Berlín), es una conferencista y ambientalista alemana.
Es la codirectora de la organización no gubernamental «Igualdad Animal» fundada en Stuttgart por: Sharon Núñez, José Valle y Javier Moreno en 2012. La revista alemana Edition F han elegido a Ria Rehberg como una de las 25 mujeres alemanas más influyentes en 2016.